# Commodore Records
Commodore Records fue un sello discográfico independiente estadounidense, conocido por producir temas de jazz y swing de Dixieland. También es recordado por lanzar el éxito de Billie Holiday "Strange Fruit".

## Historia

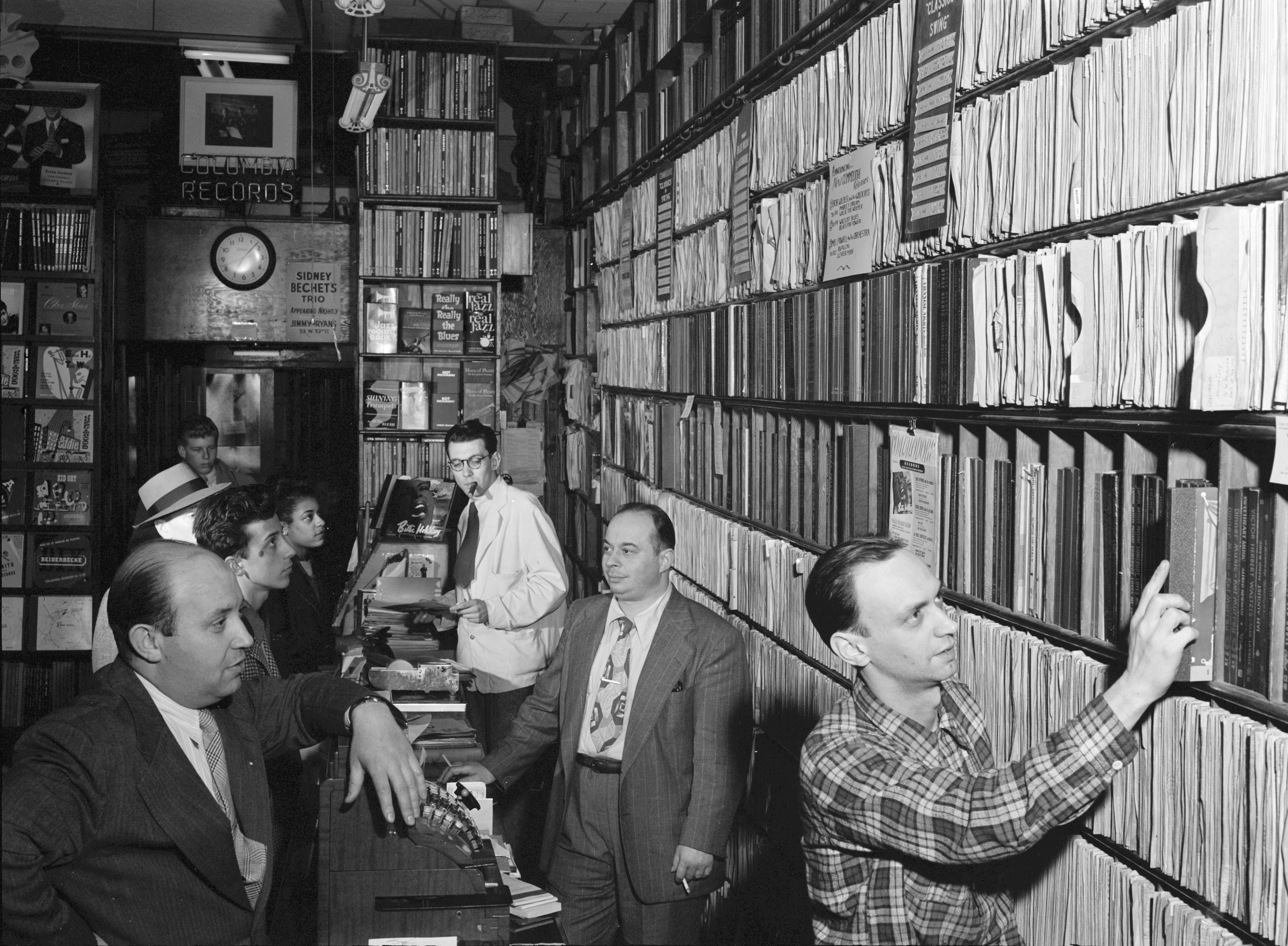
Milt Gabler, Herbie Hill, Lou Blum y Jack Crystal en la Commodore Music Shop, Nueva York (1947)

Commodore Records fue fundada en la primavera de 1938 por Milt Gabler, un judío nativo de Harlem que fundó Commodore Music Shop en 1926, situada en el 136 de la calle 42 de Manhattan Este (en diagonal, al otro lado de la calle estaba el Hotel Commodore), y entre 1938 y 1941 con una sucursal en el 46 West de la 52nd Street.
Los álbumes de Commodore incluían música dixieland (con intérpretes como Eddie Condon o Wild Bill Davison) y swing (con Coleman Hawkins o Earl Hines). El mayor éxito de Commodore fue "Strange Fruit" (con "Fine and Mellow" en la otra cara del disco) de Billie Holiday, que alcanzó el puesto 16 en las listas el 22 de julio de 1939. El sello tuvo su máxima actividad entre 1939 y 1946. Entre los intérpretes de su catálogo, figuran Bud Freeman, Bobby Hackett, Edmond Hall, Hot Lips Page, Pee Wee Russell, Willie The Lion Smith, Muggsy Spanier, Art Tatum, Fats Waller, Lee Wiley y Lester Young.
Gabler encargó primero la grabación y el prensado de los discos a la American Record Corporation (ARC), tarea que más adelante encomendó a Reeves Transcription Services y a Decca. A principios de la década de 1960, Gabler compiló una serie de álbumes de Commodore, lanzados por el sello Mainstream. A finales de la década de 1980, Mosaic publicó las grabaciones completas de Commodore en tres cajas (LP).
Billy Crystal, sobrino de Gabler, compiló un álbum de canciones dedicadas a su tío, titulado Billy Crystal Presents: The Milt Gabler Story.